# Óscar Gómez Sánchez
Pour les articles homonymes, voir Gomez.
Óscar Gómez Sánchez, dit Huaqui, né à Lima le 31 octobre 1934 et mort dans la même ville le 4 mars 2008, est un footballeur péruvien des années 1950 et 1960.
Considéré comme l'un des meilleurs attaquants péruviens de tous les temps, son jeu ressemblait à celui du Brésilien Garrincha, selon les dires de son coéquipier en sélection Juan Seminario.

## Biographie

### Carrière en club
Il fait ses débuts professionnels avec l'Alianza Lima, club où il remporte trois championnats du Pérou en 1952, 1954 et 1955, entouré d'autres stars de l'équipe tels que Heraclio Paredes, Félix Fuentes, Emilio Vargas ou encore Juan Emilio Salinas.
En 1959, il signe à River Plate (curieusement son frère aîné Carlos Gómez Sánchez avait lui été transféré à Boca Juniors à la fin des années 1940). Il reste près de cinq ans en Argentine, d'abord à River Plate (1959-1960), où il est vice-champion en 1960 partageant la vedette avec Ermindo Onega, Norberto Menéndez, Roberto Zárate, Juan Carlos Sarnari et son compatriote Juan Joya. De 1961 à 1963, il évolue à Gimnasia y Esgrima LP. Il fait partie de l'une des meilleures équipes de ce dernier club, celle de 1962, aux côtés de Luis Ciaccia, Eliseo Prado, Alfredo Rojas et Diego Francisco Bayo (es).
Revenu au Pérou en 1964, il joue pour le Sporting Cristal avant de raccrocher les crampons en 1965 au Defensor Lima.

### Carrière en équipe nationale
Óscar Gómez Sánchez est international péruvien à 26 reprises (1953-1959) pour 14 buts, 10 d'entre eux inscrits dans le cadre de la Copa América, où il demeure le troisième meilleur buteur péruvien de la compétition, derrière Teodoro Fernández (15 buts) et Paolo Guerrero (14).
Participant donc à quatre éditions de la Copa América (1953, 1955, 1956 et 1959), il a également l'occasion de disputer le championnat panaméricain de 1956 au Mexique. En avril 1957, il joue le barrage qualificatif à la Coupe du monde de 1958 face au Brésil (deux matchs, aucun but).

#### Buts en sélection
| Buts en sélection d'Óscar Gómez Sánchez | Buts en sélection d'Óscar Gómez Sánchez | Buts en sélection d'Óscar Gómez Sánchez          | Buts en sélection d'Óscar Gómez Sánchez | Buts en sélection d'Óscar Gómez Sánchez | Buts en sélection d'Óscar Gómez Sánchez | Buts en sélection d'Óscar Gómez Sánchez |
|                                         | Date                                    | Lieu                                             | Adversaire                              | Score                                   | Résultat                                | Compétition                             |
| --------------------------------------- | --------------------------------------- | ------------------------------------------------ | --------------------------------------- | --------------------------------------- | --------------------------------------- | --------------------------------------- |
| 1.                                      | 28 février 1953                         | Estadio Nacional, Lima (Pérou)                   | Équateur                                | 1-0                                     | 1-0                                     | CA 1953                                 |
| 2.                                      | 8 mars 1953                             | Estadio Nacional, Lima (Pérou)                   | Paraguay                                | 1-1                                     | 2-2                                     | CA 1953                                 |
| 3.                                      | 17 septembre 1954                       | Estadio Nacional, Santiago (Chili)               | Chili                                   | 1-1                                     | 2-1                                     | Amical                                  |
| 4.                                      | 19 septembre 1954                       | Estadio Nacional, Santiago (Chili)               | Chili                                   | 2-3                                     | 2-4                                     | Amical                                  |
| 5.                                      | 19 septembre 1954                       | Estadio Nacional, Santiago (Chili)               | Chili                                   | 2-4                                     | 2-4                                     | Amical                                  |
| 6.                                      | 6 mars 1955                             | Estadio Nacional, Santiago (Chili)               | Chili                                   | 5-4                                     | 5-4                                     | CA 1955                                 |
| 7.                                      | 13 mars 1955                            | Estadio Nacional, Santiago (Chili)               | Équateur                                | 1-0                                     | 4-2                                     | CA 1955                                 |
| 8.                                      | 13 mars 1955                            | Estadio Nacional, Santiago (Chili)               | Équateur                                | 2-0                                     | 4-2                                     | CA 1955                                 |
| 9.                                      | 18 mars 1955                            | Estadio Nacional, Santiago (Chili)               | Argentine                               | 1-1                                     | 2-2                                     | CA 1955                                 |
| 10.                                     | 18 mars 1955                            | Estadio Nacional, Santiago (Chili)               | Argentine                               | 2-2                                     | 2-2                                     | CA 1955                                 |
| 11.                                     | 30 mars 1955                            | Estadio Nacional, Santiago (Chili)               | Uruguay                                 | 2-0                                     | 2-1                                     | CA 1955                                 |
| 12.                                     | 9 février 1956                          | Estadio Centenario, Montevideo (Uruguay)         | Chili                                   | 3-3                                     | 3-4                                     | CA 1956                                 |
| 13.                                     | 4 mars 1956                             | Estadio Olímpico Universitario, Mexico (Mexique) | Mexique                                 | 0-2                                     | 0-2                                     | PAN 1956                                |
| 14.                                     | 2 avril 1959                            | Estadio Monumental, Buenos Aires (Argentine)     | Paraguay                                | 1-2                                     | 1-2                                     | CA 1959-I                               |

### Décès
Il meurt dans sa ville natale, le 24 mars 2008, à l'âge de 73 ans, des suites d'un cancer.

## Palmarès

### En club
| Alianza Lima - Championnat du Pérou (3) : - Champion : 1952, 1954 et 1955. |  | River Plate - Championnat d'Argentine : - Vice-champion : 1960. |

### En équipe nationale
Pérou
- Championnat sud-américain :
  - Troisième : 1955.